# Красюк Петро Харитонович
Петро́ Харито́нович Красю́к  (нар. 1 січня 1924, с. Трахтемирів, Черкаська область — пом. 8 січня 2008, с. Висоцьк, Рівненська область) — відомий український поет-сатирик, байкар. Член НСПУ з 1965 року.

## Життєпис
Петро Красюк народився 1 січня 1924 року в селянській родині у с. Трахтемирів на Черкащині. Після закінчення семирічки в рідному селі вчився в Переяслав-Хмельницькому педагогічному училищі, два курси якого встиг закінчити до війни. У 1943 році гітлерівці вивезли на примусові роботи до Німеччини.
У 1946 році, після німецько-радянської війни, закінчив педагогічне училище та був скерований працювати на Рівненщину. У 1958 році заочно закінчив філологічний факультет Рівненського педінституту.
Вчителював у селі Висоцьк Дубровицького району з 1946 до 1984 року.
Петро Красюк помер 8 січня 2008 року.

## Творчість
Окремі його твори перекладено російською, білоруською, тувинською, єврейською, польською та болгарською мовами. Був членом Національної спілки письменників України. Лауреат літературних премій імені Валер'яна Поліщука та імені Микити Годованця, а також Нобельської премії.

### Твори
- «Байки та гуморески» (1957),
- «Яке коріння, таке й насіння» (1963),
- «Премійований Кіт» (1964),
- «Виграш — програшем» (1966),
- «Поголений Їжак» (1969),
- «Сміття і Мітла» (1971),
- «Пасивний Бобер» (1973),
- «Ворона на естраді» (1976),
- «Непідкупний Ведмідь» (1977),
- «Обережний Півень» (1983),
- «Хід конем» (1989),
- «Ретельний терпуг» (1992),
- «Самостійний син» (1993),
- «Регламент для Зайця» (1997),
- «З вогню та в полум'я» (1998),
- «Дипломатична розмова» (2001),
- «Двоюрідний чоловік» (2002).